# Anta da Masmorra
A Anta da Masmorra, igualmente conhecida como Anta do Cerro da Masmorra, é um monumento megalítico situado na freguesia de Cachopo, no concelho de Tavira, na região do Algarve, em Portugal.

## Descrição e história
Este monumento está classificado como um anta de câmara. Está situada numa pequena elevação com cerca de 360 m de altura, numa posição que permitia dominar a região serrana em redor. Localiza-se junto à povoação de Alcaria de Pedro Guerreiro, na freguesia de Cachopo. É formado por uma câmara com planta circular com 3,2 m de diâmetro, rodeada por nove esteios, três destes ainda conservados, e por um corredor.
Foi estudada na década de 1970 por Victor S. Gonçalves, que não encontrou qualquer espólio no seu interior, embora as características estruturais do monumento sustentam uma integração cronológica nos períodos do Neolítico Final ou do Calcolítico.
Faz parte de um conjunto de três sítios arqueológicos em Cachopo, sendo os outros dois a Masmorra 2, correspondente a uma necrópole da primeira Idade do Ferro, onde foram encontrados os fragmentos de uma estela epigrafada, e o habitat de Masmorra 3, onde foram recolhidas telhas de meia cana com decoração digitada, cronologicamente integradas na época medieval islâmica. Na freguesia situa-se outro monumento megalítico, a Anta das Pedras Altas.